# Conservatoire national de musique du Mexique
Le Conservatoire national de musique du Mexique (en espagnol, Conservatorio Nacional de Música (Mexico)) est un conservatoire de musique situé dans le quartier Polanco de Mexico, au Mexique. 

## Historique

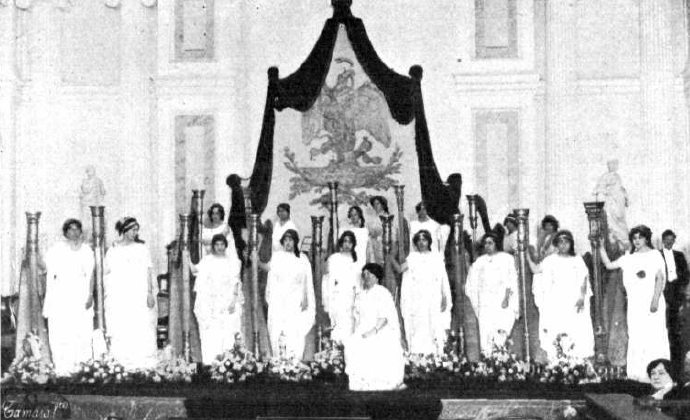
Clotilde Cerdà i Bosch (Esmeralda Cervantes) avec ses élèves du Conservatoire national de musique du Mexique en 1914.

Le Conservatoire a été fondé le 1er juillet 1866 par le prêtre, professeur et chef de chœur Agustín Caballero, avec le soutien de la Société philharmonique mexicaine (Sociedad Filarmónica Mexicana) et de l'empereur Maximilien Ier. 
C'est la plus ancienne école de musique officielle de Mexico (le plus ancien conservatoire du Mexique et des Amériques étant le Conservatorio de las Rosas (conservatoire des Roses) de Morelia, Michoacán, Mexique, créé en 1743), et c'est l'institution hôte du plus ancien orchestre symphonique du pays (Orquesta Sinfónica del Conservatorio Nacional, fondé en 1881). 
Depuis le 18 mars 1949, son campus est situé dans la section Polanco de Mexico dans un complexe architectural conçu et construit par Mario Pani. 

## Anciens élèves
- Juan Arvizu, tenor[1].
- Braulio Caballero Figueroa, organiste, claveciniste et chef d'orchestre
- Carlos Chávez, compositeur et chef d'orchestre
- Julián Carrillo, compositeur et chef d'orchestre
- Nestor Mesta Chayres, tenor[2]
- Plácido Domingo
- Blas Galindo, compositeur et chef d'orchestre
- Luis Garcia-Renart, violoncelliste
- Mario Lavista, compositeur et professeur
- Eduardo Mata, compositeur et chef d'orchestre
- José Pablo Moncayo, compositeur et chef d'orchestre
- Jorge Federico Osorio, pianiste
- Carlos Prieto, violoncelliste
- Carlos Miguel Prieto, chef d'orchestre
- Felix Carrasco, chef d'orchestre
- Silvestre Revueltas, compositeur et chef d'orchestre
- Antonio Castillo de la Gala, pianiste et compositeur
- Eduardo Diazmuñoz, compositeur, chef d'orchestre et arrangeur
- María Teresa Rodríguez, pianiste
- Javier Torres Maldonado, compositeur
- Luis Humberto Ramos, clarinettiste
- Humberto Hernández Medrano, compositeur
- Salvador Contreras, clarinettiste
- Ricardo Bernal, tenor
- Saul Bitran, violiniste
- Rolando Villazón, tenor
- Jose carlos de la vega basulto, pianiste
- Francisco de Paula León Olea, compositeur
- Arturo Márquez, compositeur
- Jorge Alejandro Fernández, trompettiste, chanteur
- Alfredo Daza, bariton
- Verónica Tapia, compositeur
- Gloria Tapia, compositrice, musicologue

## Professeurs
- Gerónimo Baqueiro Foster, histoire de la musique
- Eliosa de Baqueiro, histoire de la musique
- Gustavo Campa, composition et directeur du Conservatoire[3]
- Julián Carrillo, composition
- Clotilde Cerdà i Bosch, composition
- Carlos Chávez, composition
- Ernesto Enríquez, histoire de la musique
- Ernesto Elorduy
- Blas Galindo, composition
- Rodolfo Halffter, composition, théorie de la musique
- Eduardo Hernández Moncada, direction de chœur, piano, harmonie, ensembles d'opéra
- Candelario Huízar, harmonie, contrepoint et analyse
- Mario Lavista, composition
- Agustín Loera, histoire culturelle mexicaine
- Armando Luna Ponce, composition
- Laura Mendez
- Vicente T. Mendoza, histoire de la musique
- José Pablo Moncayo, composition, direction d'orchestre
- Salvador Novo, littérature mexicaine
- Julián Orbón, composition
- Carlos Pellicer, littérature mexicaine
- Silvestre Revueltas, violon, musique de chambre, composition, direction d'orchestre
- María Teresa Rodríguez, piano
- José Rolón, harmonie, contrepoint et fugue
- Jesús C. Romero, histoire de la musique
- Luis Sandi, direction de chœur
- Henryk Szeryng, violon
- Victor Loyo, piano, guitare
- Antonio Castillo de la Gala, piano, composition
- Jorge Alejandro Fernández, trompette, chant
- Gloria Tapia, compositrice, musicologue